# Championnat de Russie féminin de water-polo
Le championnat de Russie de water-polo féminin est la principale compétition russe de water-polo. Il est établi à partir de la saison 1992-1993 et prend le relais, dans ce pays, du championnat de l'Union soviétique.

## Palmarès féminin
- 1993 : Skif MFP Moscou
- 1994 : Skif MFP Moscou
- 1995 : Skif MFP Moscou
- 1996 : Skif MFP Moscou
- 1997 : Skif MFP Moscou
- 1998 : Skif MFP Moscou
- 1999 : Uralochka Zlatoust
- 2000 : Uralochka Zlatoust
- 2001 : Uralochka Zlatoust
- 2002 (open) : Uralochka Zlatoust
- 2003 (open) : Kinef Kirishi
- 2004 (open) : Kinef Kirishi
- 2005 : Kinef Kirichi
- 2006 : Kinef Kirichi
- 2007 : Kinef Kirichi
- 2008 : Kinef Kirichi
- 2009 : Kinef Kirichi
- 2010 : Kinef Kirichi
- 2011 : Kinef Kirichi